# Amerikaans honkbalteam

Vlag van de Verenigde Staten.

Het Amerikaans honkbalteam is het nationale honkbalteam van de Verenigde Staten. Het team vertegenwoordigt de VS tijdens internationale wedstrijden.
Het Amerikaans honkbalteam hoort bij de Pan-Amerikaanse Honkbal Confederatie (COPABE).

## Kampioenschappen

### Olympische Spelen
De Verenigde Staten namen 7 keer deel aan de Olympische Spelen. De hoogst behaalde positie is de eerste, die werd behaald in 1988 en 2000.
| Editie    | 1912   | 1936  | 1956   | 1964  | 1984   | 1988 | 1992 | 1996  | 2000 | 2008  | 2020   |
| Prestatie | 13-3 * | 6-5 * | 11-5 * | 6-2 * | Zilver | Goud | 4e   | Brons | Goud | Brons | Zilver |

* Uitslag tweestrijd

### Wereldkampioenschappen
De Verenigde Staten namen 25 keer deel aan de wereldkampioenschappen. De hoogst behaalde positie is goud, die behaalde ze vier keer.
| Editie    | 1938   | 1939  | 1940   | 1941 | 1942 | 1969   | 1970   | 1972   | 1973 ** | 1974 | 1978   | 1980 | 1982  |
| Prestatie | Zilver | Brons | Zilver | 6e   | 5e   | Zilver | Zilver | Zilver | Goud    | Goud | Zilver | 4e   | Brons |
|           |        |       |        |      |      |        |        |        |         |      |        |      |       |
| Editie    | 1984   | 1986  | 1988   | 1990 | 1994 | 1998   | 2001   | 2003   | 2005    | 2007 | 2009   | 2011 |       |
| Prestatie | Brons  | 4e    | Zilver | 7e   | 8e   | 9e     | Zilver | 5e     | 7e      | Goud | Goud   | 4e   |       |

**  WK in Nicaragua 

### World Baseball Classic
Het Amerikaans honkbalteam nam deel aan alle edities van de World Baseball Classic. In 2017 en 2023 behaalden ze het zilver.
| Editie    | 2006 | 2009 | 2013 | 2017   | 2023   |
| Prestatie | 2R   | HF   | 2R   | Zilver | Zilver |

### Pan-Amerikaanse Spelen
De Verenigde Staten namen 17 keer deel aan de Pan-Amerikaanse Spelen, ze behaalde één keer de eerste plaats, in 1967.
| Editie    | 1951   | 1955   | 1959   | 1963   | 1967   | 1971   | 1975   | 1979 | 1983  | 1987   |
| Prestatie | Zilver | Zilver | Brons  | Zilver | Goud   | Zilver | Zilver | 4e   | Brons | Zilver |
|           |        |        |        |        |        |        |        |      |       |        |
| Editie    | 1991   | 1995   | 1999   | 2003   | 2007   | 2011   | 2015   | 2019 | 2023  |        |
| Prestatie | Brons  | 10e    | Zilver | Zilver | Zilver | Zilver | Zilver | -    | TBD   |        |

### Intercontinental Cup
De Verenigde Staten nam 12 keer deel aan de Intercontinental Cup. De hoogst behaalde positie is de eerste, die werd behaald in 1975 en 1981.
| Editie    | 1973  | 1975   | 1977   | 1979  | 1981 | 1983   | 1985 | 1987   | 1989 |
| Prestatie | Brons | Goud   | Zilver | Brons | Goud | Zilver | 6e   | Zilver | 6e   |
|           |       |        |        |       |      |        |      |        |      |
| Editie    | 1991  | 1993   | 1995   | 1997  | 1999 | 2002   | 2006 | 2010   |      |
| Prestatie | -     | Zilver | -      | 4e    | 4e   | -      | -    | -      |      |

-  = geen deelname 

## Vrouwen
De Amerikaanse vrouwenhonkbalploeg veroverde in 2004 en 2006 de wereldtitel en behaalde een tweede plaats in 2012 en 2014 en een derde plaats in 2008 en 2010. 
2004:  Verenigde Staten · 
2006:  Verenigde Staten · 
2008:  Japan · 
2010:  Japan · 

2012:  Japan · 
2014:  Japan · 
2016:  Japan ·
2018:  Japan